# Frans Aerenhouts
Frans Aerenhouts (Wilrijk, 4 de julho de 1937 – Wilrijk, 30 de janeiro de 2022) foi um ciclista profissional belga, em atividade entre 1957 e 1967, cujos maiores sucessos desportivos conseguiu-os na Volta a Espanha onde conseguiria 1 vitória de etapa na edição de 1963, e na Gante-Wevelgem onde impor-se-ia em 1960 e 1961.

## Palmarés
| - 1957 - 1 etapa no Tour de Limburgo - Tour de Berlim - 1958 - Charleroi (fazendo casal com Rik van Steenbergen) - 1 etapa na Omloop van het Westen - 1 etapa no Tour de l'Oest - 3.º no Campeonato da Bélgica em Estrada - 1959 - Campeonato da Bélgica Interclubs (fazendo casal com Rik van Steenbergen) - 1.º no Stadsprijs Geraardsbergen - 1960 - Gante-Wevelgem | - 1961 - Campeonato da Bélgica Interclubs (fazendo casal com Rik van Steenbergen) - Gante-Wevelgem - 1963 - 1 etapa da Volta a Espanha - 3.º no Campeonato da Bélgica em Estrada - 1965 - Grande Prêmio da Villa de Zottegem - 1967 - Grande Prêmio de Antibes |

## Resultados nas grandes voltas

### Resultados no Tour de France
- 1961. 17.º da classificação geral
- 1963. 42.º da classificação geral
- 1964. 75.º da classificação geral
- 1965. 61.º da classificação geral

### Resultados na Volta a Espanha
- 1963. 12.º da classificação geral e 1 etapa
- 1964. 31.º da classificação geral

### Resultados no Giro de Itália
- 1963. Abandonou